# Condició Heaviside

Model de Heaviside d'una línia de transmissió.

Una línia de transmissió que compleix la condició Heaviside, anomenada així per Oliver Heaviside (1850–1925), i algunes altres condicions poden transmetre senyals sense dispersió i sense distorsió. La importància de la condició Heaviside és que mostrava la possibilitat de transmissió sense dispersió de senyals telegràfics. En alguns casos, el rendiment d'una línia de transmissió es pot millorar afegint càrrega inductiva al cable.

## La condició
Una línia de transmissió es pot representar com un model d'elements distribuïts de les seves constants de línia primària tal com es mostra a la figura. Les constants primàries són les propietats elèctriques del cable per unitat de longitud i són: la capacitat C (en farads per metre), la inductància L (en henries per metre), la resistència en sèrie R (en ohms per metre) i la conductància de derivació G (en siemens per metre). La resistència en sèrie i la conductivitat en derivació provoquen pèrdues a la línia; per a una línia de transmissió ideal, {\displaystyle \scriptstyle R=G=0}.
La condició Heaviside es compleix quan: {\displaystyle {\frac {G}{C}}={\frac {R}{L}}.}
Una línia ideal compleix trivialment la condició Heaviside.

## Fons
Un senyal en una línia de transmissió es pot distorsionar encara que les constants de la línia i la funció de transmissió resultant siguin perfectament lineals. Hi ha dos mecanismes: en primer lloc, l'atenuació de la línia pot variar amb la freqüència, cosa que provoca un canvi en la forma d'un pols transmès per la línia. En segon lloc, i normalment més problemàtica, la distorsió és causada per una dependència de la freqüència de la velocitat de fase dels components de freqüència del senyal transmès. Si es transmeten diferents components de freqüència del senyal a diferents velocitats, el senyal es "taca" en l'espai i el temps, una forma de distorsió anomenada dispersió.
Una línia de transmissió no té dispersió, si la velocitat dels senyals és independent de la freqüència. Matemàticament {\displaystyle {\frac {d}{d\omega }}v=0}.
Una línia de transmissió no té distorsió si no té dispersió i el coeficient d'atenuació és independent de la freqüència. Matemàticament {\displaystyle {\frac {d}{d\omega }}\alpha =0}.
Aquest va ser un problema important en el primer cable telegràfic transatlàntic i va fer que la teoria de les causes de la dispersió fos investigada primer per Lord Kelvin i després per Heaviside que va descobrir el 1876 com es podia contrarestar. La dispersió dels polsos del telègraf, si és prou greu, farà que se superposin amb els polsos adjacents, provocant el que ara s'anomena interferència intersímbol. Per evitar interferències entre símbols, calia reduir la velocitat de transmissió del cable telegràfic transatlàntic a l'equivalent a 1⁄15 bauds. Es tracta d'una velocitat de transmissió de dades excepcionalment lenta, fins i tot per als operadors humans que tenien grans dificultats per fer servir una tecla Morse tan lentament.
Per als circuits de veu (telèfon), la distorsió de la resposta de freqüència sol ser més important que la dispersió, mentre que els senyals digitals són molt susceptibles a la distorsió de la dispersió. Per a qualsevol tipus de transmissió d'imatge analògica, com ara vídeo o facsímil, cal mitigar ambdós tipus de distorsió.

## Impedància característica
La impedància característica d'una línia de transmissió amb pèrdues ve donada per
{\displaystyle Z_{0}={\sqrt {\frac {R+j\omega L}{G+j\omega C}}}}
En general, no és possible que la impedància coincideixi amb aquesta línia de transmissió a totes les freqüències amb qualsevol xarxa finita d'elements discrets perquè aquestes xarxes són funcions racionals de jω, però en general l'expressió de la impedància característica és complexa a causa del terme d'arrel quadrada. Tanmateix, per a una línia que compleix la condició de Heaviside, hi ha un factor comú en la fracció que anul·la els termes dependents de la freqüència que surten,
{\displaystyle Z_{0}={\sqrt {\frac {L}{C}}},}
que és un nombre real, i independent de la freqüència si L/C és independent de la freqüència. Per tant, la línia es pot combinar amb una impedància només amb una resistència a cada extrem. Aquesta expressió per {\displaystyle \scriptstyle Z_{0}={\sqrt {L/C}}} és el mateix que per a una línia sense pèrdues ({\displaystyle \scriptstyle R=0,\ G=0}) amb els mateixos L i C, encara que l'atenuació (deguda a R i G) encara hi és present.